# Why Women Kill
Why Women Kill é uma série de televisão americana antológica de comédia dramática e sombria criada por Marc Cherry. Passada em vários períodos de tempo, a série retrata os eventos que levaram a mortes causadas por mulheres. Estreou em 15 de agosto de 2019, no CBS All Access e sua primeira temporada consistiu em 10 episódios. A segunda temporada estreou em 3 de junho de 2021, na Paramount+. Em dezembro de 2021, a série foi renovada para uma terceira temporada.

## Enredo
A primeira temporada de Why Women Kill acompanha três mulheres de diferentes décadas que estão conectadas por terem vivido na mesma mansão em Pasadena e vivenciado a infidelidade em seus casamentos. Beth Ann Stanton continua satisfeita como dona de casa em 1963, até que descobre a infidelidade de seu marido Rob; a socialite Simone Grove descobre a homossexualidade de seu terceiro marido, Karl, e começa seu próprio caso com um homem mais jovem em 1984; e em 2019, a advogada bissexual Taylor Harding descobre que seu casamento aberto é testado quando ela e seu marido Eli se sentem atraídos pela mesma mulher, Jade. A infidelidade em cada casamento desencadeia uma série de eventos que termina com a morte causada por uma mulher.

## Elenco e personagens

### 1° Temporada

#### 1963
Principal
- Ginnifer Goodwin como Beth Ann Stanton,[5] esposa subserviente de Rob 
  - Hartlyn Hilsman como Beth Ann jovem
- Sam Jaeger como Rob Stanton,[5] um engenheiro aeroespacial casado com Beth Ann
- Sadie Calvano como April Warner,[5] uma garçonete tendo um caso com Rob

Recorrente
- Alicia Coppola como Sheila Mosconi, vizinha de Rob e Beth Ann e esposa de Leo, que faz amizade com Beth Ann
- Adam Ferrara como Leo Mosconi,[6] vizinho de Rob e Beth Ann e marido de Sheila
- Lindsey Kraft como Claire, a secretária de Rob

Convidado
- Spencer Garrett como Hal Burke, chefe de Rob
- Peri Gilpin como Vivian Burke, esposa de Hal
- Lio Tipton como Mary Vlasin, vizinha de Rob e Beth Ann e esposa de Ralph
- Scott Porter como Ralph Vlasin, vizinho de Rob e Beth Ann e marido de Mary
- Ava Scarola como Emily Stanton,[7] filha falecida de Rob e Beth Ann
- Catherine Curry como Elsie Warner,[7] filha de April e Rob que está sob os cuidados de Beth Ann

#### 1984
Principal
- Lucy Liu como Simone Grove,uma socialite divorciada duas vezes casada com Karl[5]
  - Harmonie He como Simone Grove jovem
- Jack Davenport como Karl Grove, terceiro marido de Simone que está usando seu relacionamento para esconder sua homossexualidade[5]

Recorrente
- Katie Finneran como Naomi Harte, amiga rica de Simone e mãe de Tommy
- Leo Howard como Tommy Harte,[5] filho de Naomi que nutre sentimentos românticos por Simone
- Li Jun Li como Amy Lin,[8] filha de Simone de seu primeiro casamento

Convidado
- Charlie DePew como Brad Jenkins, noivo de Amy
- Ken Garito como policial que confunde Simone com uma prostituta
- Christine Estabrook como Joyce Dubner, vizinha de Simone
- Philip Anthony-Rodriguez como Hector, ex-cabeleireiro de Simone e amante de Karl
- Dale Dickey como Ruby Jenkins, mãe de Brad
- Robert Craighead como Dwight Jenkins, pai de Brad
- Hayley Hasselhoff como Patt Jenkins, irmã lésbica de Brad

#### 2019
Principal
- Kirby Howell-Baptiste como Taylor Harding,[5] uma advogada bissexual e feminista em um casamento aberto com Eli 
  - Kendall Denise Clark como Taylor Harding jovem
- Alexandra Daddario como Jade,[5] a amante bissexual de Taylor
- Reid Scott como Eli Cohen,[5] um roteirista em um casamento aberto com Taylor

Recorrente
- Kevin Daniels como Lamar, agente de Eli
- Kevin McNamara como Duke, ex-namorado de Jade

Convidado
- Saidha Arrika Ekulona como irmã de Taylor
- Christina Anthony as Velma, irmã de Taylor
- Odelya Halevi comk Willow, modelo que trabalha com Mischa e amiga de Jade
- Kevin William Paul as Mischa, modelo amigo de Jade

### 2° Temporada

#### Principal
- Allison Tolman como Alma Fillcot,[9][10] uma dona de casa em 1949 que está desesperada para se juntar ao clube de jardinagem exclusivo local  
  - Rachel Redleaf como Alma jovem
- Lana Parrilla como Rita Castillo,[11]</ref>[10] a presidente do clube de jardinagem local e esposa de Carlo
- B.K. Cannon como Dee Fillcot,[11][10] filha de Alma
- Jordane Christie como Vern Loomis,[11][10] um investigador particular
- Matthew Daddario como Scooter,[11] um ator em dificuldades e amante de Rita
- Veronica Falcón como Catherine Castillo,[11] enteada de Rita e filha de Carlo
- Nick Frost como Bertram Fillcot,[9] o marido de Alma e um veterinário

#### Recorrente
- Rachel Bay Jones como Maisie[12]
- Daniel Zacapa como Carlo Castillo,[10] marido de Rita e pai de Catherine
- Eileen Galindo como Isabel,[13] empregada e prima de Rita que é secretamente sua cúmplice
- Virginia Williams como Grace,[13] membro do clube de jardinagem
- Rondi Reed como Sra. Carol Yost,[13] a vizinha rabugenta e crítica do Fillcot que expressa descrença por Alma entrar no Elysian Park Garden Club
- Jessica Phillips como Joan,[13] outro membro do clube de jardinagem
- Kerry O'Malley como Mavis,[14] outro membro do clube de jardinagem
- Cynthia Quiles como Brenda,[14] outro membro do clube de jardinagem
- Jack Davenport como narrador
- Warren Kole como Detetive Rohbin

#### Convidado
- Ryan McPartlin como Tom Madison
- Andrew Leeds como Dr. Gibson

## Episódios
| Temporada | Temporada | Episódios | Episódios | Originalmente lançado | Originalmente lançado | Originalmente lançado |
| Temporada | Temporada | Episódios | Episódios | Estreia da temporada  | Final da temporada    | Emissora              |
| --------- | --------- | --------- | --------- | --------------------- | --------------------- | --------------------- |
|           | 1         | 10        | 10        | 15 de agosto de 2019  | 17 de outubro de 2019 | CBS All Access        |
|           | 2         | 10        | 10        | 3 de junho de 2021    | 29 de julho de 2021   | Paramount+            |

### 1.ª temporada (2019)
| N.º na série | N.º na temp. | Título | Dirigido por              | Escrito por                    | Exibição original      |
| --- | ------------ | --- | ------------------------- | ------------------------------ | ---------------------- |
| 1 | 1            | "Murder Means Never Having to Say You're Sorry" "(Assassinato Significa Nunca Precisar Dizer Que Se Arrependeu)"                                                                           | Marc Webb                 | Marc Cherry                    | 15 de agosto de 2019   |
| Em 1963, Rob Stanton, engenheiro, e Beth Ann Stanton, dona de casa, se mudam para sua mansão em Pasadena após a morte de sua filha. Depois de conhecer Leo e Sheila Mosconi, Beth Ann ouve Sheila revelar que Leo testemunhou Rob beijando uma garçonete. Beth Ann se recusa a acreditar na infidelidade do marido até ver Rob beijar a garçonete em primeira mão. A conselho de Sheila, Beth Ann vai ao restaurante para confrontar a garçonete, que ela descobre se chamar April. No entanto, Beth Ann perde a coragem e faz amizade com April, embora mantenha sua identidade em segredo. Em 1984, a socialite Simone Grove mora na mansão com Karl, seu terceiro marido há dez anos e dono de uma galeria de arte de sucesso. Em uma festa, Simone fica sabendo da homossexualidade do marido quando encontra fotos de Karl beijando um homem. Simone exige que Karl vá embora, mas Karl parece tentar o suicídio com uma overdose de pílulas. Depois que Karl é enviado para o hospital, Tommy Harte, filho da melhor amiga de Simone, Naomi, admite a Simone que viu as fotos e faz um passe romântico para ela. Embora lisonjeada, Simone recusa seus avanços, pois ele está apenas abaixo da idade de consentimento. Tommy vai embora, mas diz a Simone que está apaixonado por ela há anos. Em 2019, Taylor Harding e Eli Cohen são um casal em um casamento aberto. Taylor é uma advogada de sucesso e Eli é um roteirista com algum sucesso menor. Uma noite, Taylor traz Jade, sua conexão aparentemente casual, para casa para ficar com ela e Eli depois que Jade é ameaçada por seu ex-namorado Duke. Eli inicialmente se opõe a que um amante do casal fique em sua mansão por mais de uma noite, mas Jade começa feliz mantendo a casa arrumada e cozinhando refeições para eles, para o deleite de Taylor. Eli finalmente concorda em permitir que Jade fique mais tempo quando ele se sente atraído por ela. |              | |                           |                                |                        |
| 2 | 2            | "I'd Like to Kill Ya, But I Just Washed My Hair" "(Eu Queria Te Matar, Mas Fui Lavar O Cabelo)"                                                                                            | Marc Webb                 | Austin Guzman                  | 22 de agosto de 2019   |
| Em 1963, April admite a Beth Ann que ela está em um relacionamento com um homem casado, ainda sem saber que ele é o marido de Beth Ann. Depois que April sugere que o caso é o resultado de Rob ficar entediado com sua esposa, Beth Ann tenta se tornar mais atraente para Rob, atualizando seu estilo e dando-lhe um boquete, mas seus esforços culminam com ela acidentalmente ferindo-o. Enquanto espera para ser tratado no hospital, Rob reconhece que está ficando distante de Beth Ann, mas não chega a admitir sua infidelidade. Uma vez tratado por sua lesão, Rob sai da mansão para um aparente jantar com parceiros de negócios, apesar das tentativas de Beth Ann de fazê-lo ficar, sabendo que ele está realmente se encontrando com April. Em 1984, Simone descobre que Karl fingiu sua tentativa de suicídio, mas não consegue forçá-lo a sair da mansão quando Karl ameaça humilhá-la, revelando sua homossexualidade aos amigos dela. Naomi Harte revela a Simone que sabe da infidelidade de Karl há mais de um ano, embora desconheça sua orientação sexual. Sentindo-se traída por Karl e Naomi, Simone começa um caso com Tommy, que agora é um adulto legal. Em 2019, Eli começa a suspeitar que Taylor está apaixonada por Jade depois que descobre que elas estão se vendo há seis meses, quebrando as regras estabelecidas para o casamento aberto. Após um trio entre Eli, Taylor e Jade, as suspeitas de Eli são alimentadas pelas duas mulheres que continuam sua intimidade sem ele. Quando questionada pelo marido sobre seu relacionamento com Jade, Taylor garante que ele simplesmente se sente inseguro por causa de suas dificuldades na carreira. |              | |                           |                                |                        |
| 3 | 3            | "I Killed Everyone He Did, But Backwards and in High Heels" "(Matei Todo Mundo Que Ele Pegou, Mas Na Ordem Inversa E De Salto Alto)"                                                       | David Grossman            | Randi Mayem Singer             | 29 de agosto de 2019   |
| Em 1963, quando Beth Ann descobre que Rob pretende se encontrar com April em uma boate para comemorar a conclusão de um projeto, ela visita seu escritório e leva os arquivos do projeto com ela. Forçado a permanecer no escritório para recriar o projeto, Rob cancela seus planos com April, que convida Beth Ann para sair com ela. Na boate, April revela a Beth Ann que ela não está buscando um relacionamento sério com Rob e não tem intenção de se casar, preferindo se concentrar em se tornar uma cantora. Em 1984, Simone e Karl são forçados a participar de um jantar de caridade juntos, com Tommy servindo como garçom. Tommy fica cada vez mais ressentido com Karl e seu tratamento de Simone, culminando com ele intencionalmente derramando comida em Karl e sendo demitido. Depois, Simone castiga Tommy por seu comportamento. Tommy questiona o status de seu relacionamento com Karl, pois eles ainda parecem amigáveis. Simone diz a Tommy que, embora ela pretenda se divorciar de Karl, ela não gosta dele. Karl e Simone terminam a noite dançando tango no jantar beneficente enquanto Tommy assiste. Em 2019, em uma boate, Taylor, Eli e Jade encontram Willow e Mischa, ex-parceiros românticos de Jade. Eles se oferecem para levar Jade com eles para Veneza no dia seguinte. Taylor fica com ciúmes e tenta impedir que Jade vá embora. Depois que Eli a pressiona ainda mais sobre seus sentimentos por Jade, Taylor confessa que Jade a ajuda a lidar com as pressões financeiras que ela enfrenta por ser o ganha-pão, que foram agravadas por Eli não ajudá-la a gerar renda. Quando Jade retorna à mansão para anunciar que partirá para Veneza, Eli a convence a ficar e fazer da mansão sua casa, e eles se tornam um "trisal". |              | |                           |                                |                        |
| 4 | 4            | "You Had Me at Homicide" "(Você Me Conquistou Com Homicídio)" | Valerie Weiss             | Greg Malins                    | 5 de setembro de 2019  |
| Em 1963, April e Beth Ann andam de patins e depois comem brownies com maconha. April admite que Rob está usando maconha para mais emoção em sua vida. Beth Ann percebe que se esqueceu de um jantar na casa do chefe de Rob e agora terá que ir com Rob enquanto estiver chapada. Ela encanta os anfitriões e outros convidados, mas admite a Rob que ela "sabe o que [ele está] fazendo". Após o jantar, Rob perguntou como ela sabia sobre a maconha, sem saber que Beth Ann estava se referindo à infidelidade dele. Depois que Beth Ann não responde, Rob diz a ela como ele esqueceu como aproveitar a vida. Eles andam de patins em seu bairro e Rob começa a recuperar o interesse em Beth Ann. Em 1984, quando Simone se recusa a aceitar o presente de Tommy, um relógio esportivo, Tommy a deixa no meio do encontro. Mais tarde, Amy, a filha noiva de Simone, cancela seu casamento com seu noivo Brad devido a um mal-entendido. Tommy concorda em sair com Amy para deixar Simone com ciúmes. Depois de ouvir um discurso sobre o amor feito por Karl, Simone percebe seus verdadeiros sentimentos por Tommy. Ela então interrompe seu encontro para reconciliar Brad e Amy e conserta seu relacionamento com Tommy usando o relógio que ele lhe deu. Em 2019, o ex-namorado abusivo de Jade, Duke, aparece na mansão, mas antes de chegar à porta, ele é parado por Taylor depois que ela ameaça chamar a polícia. Um tempo depois, Jade recebe um telefonema de Duke para encontra-lo ou então ele matará seu cachorro Teacup. Eli, Jade e Taylor vão ao apartamento de Duke para conversar, mas quando Duke não atende a porta, Eli quebra uma de suas janelas e rouba o cachorro. Depois que os esforços para persegui-los falham, Duke vai para a mansão novamente para ferir Eli e Taylor, mas Jade o surpreende e bate na cabeça dele com um martelo, o derrubando sobre o corrimão da escada e caindo em uma mesa, quebrando a perna de Duke. Ela o ameaça se ele tentar retornar. |              | |                           |                                |                        |
| 5 | 5            | "There's No Crying in Murder" "(Quem Mata Não Chora)" | David Grossman            | Jeff Strauss & Brendan Stephan | 12 de setembro de 2019 |
| Em 1963, April faz um teste para cantar em um bar local, e ela consegue o show. April faz planos para Beth Ann e Rob virem vê-la enquanto ela canta, mas depois que Rob consegue dois ingressos para a World Series, Rob recusa a oferta de April. No entanto, Beth Ann finge estar doente e, em vez disso, vai ao bar para a apresentação de April. Depois, elas voltam para o apartamento de April. Rob aparece e Beth Ann é forçada a se esconder no banheiro. April então diz a Rob que está apaixonada por ele, mas Rob começa a gritar com ela, dizendo que nunca deixará sua esposa, e ele sai furioso. Em 1984, depois que Simone e Tommy se perdem no caminho para um motel, Simone pede informações, mas um policial confunde Simone com uma prostituta, forçando-os a explicar seu caso ilícito e reconsiderar um arranjo diferente. Quando Naomi descobre que Tommy está saindo de casa a qualquer hora da noite, ela o contrata para um serviço de limpeza para regar as plantas do vizinho para mantê-lo ocupado. Quando Simone ouve isso, eles começam a se encontrar nas casas vazias para fazer sexo. No entanto, quando Joyce, a vizinha de Simone, chega em casa mais cedo enquanto eles fazem sexo, Simone é forçada a ligar para Karl para ajudá-la a sair do quarto. Karl dirige até a casa deles e bate no carro de Naomi, criando uma distração para Simone sair. Karl também descobre que Simone está tendo um caso com Tommy. Em 2019, Taylor está fora da cidade para uma conferência e se encontra com suas irmãs para contar sobre sua mudança de relacionamento. Suas irmãs perguntam a ela sobre como Eli e Jade se sentem um pelo outro. Elas também expressam preocupação com a possibilidade de começarem a gostar mais um do outro do que de Taylor, e trazem à tona o vício passado de Eli em drogas. Enquanto Taylor está fora, Eli recebe um aviso de 24 horas para terminar seu roteiro ou Lamar, seu agente, o demitirá. Jade inspira Eli, que está passando por um bloqueio criativo, mas Eli está confuso e distraído, e adormece depois de escrever por horas. Inconsciente de seus problemas de abuso de substâncias, Jade oferece pílulas à Eli para deixá-lo mais energizado, o que ele aceita. Depois que Lamar dizer que o roteiro foi a melhor coisa que ele já escreveu, Eli e Jade fazem sexo sem Taylor pela primeira vez. |              | |                           |                                |                        |
| 6 | 6            | "Practically Lethal in Every Way" "(Praticamente Fatal, Em Todos Os Sentidos)" | David Warren              | Joe Keenan                     | 19 de setembro de 2019 |
| Em 1963, Rob e Beth Ann dão uma festa de inauguração para comemorar a descompactação. Beth Ann percorre a vizinhança convidando todos os seus vizinhos, incluindo Mary e Ralph Vlasin. Beth Ann descreve seu encontro para April, que suspeita fortemente que Ralph está batendo em Mary. Na festa, Mary e Rob dançam, mas Ralph, com ciúmes, puxa Mary para o escritório e começa a gritar com ela. Beth Ann intervém e diz a Ralph para sair, mas depois que ele sai, Mary o segue. Rob e Beth Ann discutem sobre como Rob não fez nada para impedir Ralph. Como resposta, Rob grita com Beth Ann dizendo que ela não era uma boa mãe. Depois que Beth Ann descobre que sua vizinha Sheila ouviu sua briga, Beth Ann admite que ela foi a razão pela qual sua filha morreu. Em 1984, Simone e Karl vão jantar com Amy para conhecer a família de Brad, depois que Amy descobre que eles estão se divorciando, ela pede que eles mantenham isso para si mesmos, pois a família de Brad é conservadora. Enquanto no restaurante, Simone vê Hector, seu estilista favorito que aparentemente a deixou como cliente sem motivo. Karl pede licença da mesa e aparentemente está se escondendo da família de Brad. Quando Simone vai procurá-lo, ela encontra Karl e Hector se beijando no banheiro masculino e eles voltam para a mesa. Depois que Ruby, a mãe de Brad, começa a fazer perguntas sobre os ex-maridos de Simone, uma Simone irritada diz a toda a mesa que Karl é gay. Então, Karl conta à família de Brad sobre o caso de Simone com Tommy. A família de Brad fica chocada e o jantar termina abruptamente. De volta à mansão, Karl e Simone brigam e Karl admite com raiva que estava apaixonado por Hector, mas terminou o relacionamento há algum tempo. Simone então visita Hector para falar sobre o relacionamento de Karl com ele. Em 2019, Eli e Jade admitem a Taylor que fizeram sexo, mas Taylor não parece se importar. Eli, Jade, Taylor e Lamar vão jantar para discutir o roteiro. Depois que Lamar e Eli continuam dando crédito a Jade por "ser a musa de Eli", Taylor fica com raiva e vai ao banheiro. Depois que Jade a encontra e pergunta o que está acontecendo, ela diz a Jade que foi ela quem passou os últimos dois anos consertando a vida de Eli após seu grave abuso de drogas e overdose. Jade, sentindo-se culpada por lhe dar pílulas, confronta Eli por não ter contado a ela que ele era um viciado. Eli dá suas pílulas para Jade, mas depois que ele concorda em proteger Jade não importa o que aconteça, ela devolve as pílulas. |              | |                           |                                |                        |
| 7 | 7            | "I Found Out What the Secret to Murder Is: Friends. Best Friends." "(Descobri Que O Segredo Para Matar É Ter Amigos, Melhores Amigos)"                                                     | Elizabeth Allen Rosenbaum | Hannah Schneider               | 26 de setembro de 2019 |
| Em 1963, Rob termina com April depois que ela disse que o amava, mas ela descobre que está grávida e ele é o pai. Beth Ann e Sheila discutem contar a Rob sobre ela saber do caso, mas durante a discussão, April aparece na entrada da mansão. Sheila abre a porta e finge ser Beth Ann. Mais tarde, Beth Ann planeja contar a Rob que ela sabe sobre o caso, mas ela se detém. Um preocupado Rob pergunta se ela está doente, e Beth Ann então diz a ele que ela tem câncer. Em 1984, Simone diz a Karl que ainda quer se divorciar dele, mas que quer se separar amigavelmente. Ela convida Hector e ele e Karl vão a um encontro. Tommy compra um broche muito caro para Simone, Naomi é alertada sobre a retirada e começa a pensar que Tommy está comprando drogas. Depois de saber o custo real do broche, Simone tenta devolvê-lo a Tommy enquanto ele está no treino de atletismo. Alguém vê Simone, mas não a reconhece, e informa a Naomi que viu Tommy com uma pessoa suspeita, levando Naomi a pensar que Tommy está realmente traficando drogas. Naomi invade o quarto de Tommy para tentar ler seu diário, mas Simone vai para sua casa para tentar detê-la e distrai Naomi com sucesso, revelando que Karl é gay. Tommy convida Simone para viajar com ele para a Europa. Embora Simone inicialmente recuse, ela concorda em pensar sobre isso. Karl descobre que tem AIDS, mas não conta a Simone. Em 2019, Eli compra cocaína de seu ex-traficante de drogas, pois as pílulas que Jade forneceu estão perdendo o efeito. Taylor começa a suspeitar que algo está errado quando ele continua cheirando e limpando o nariz. A fim de melhorar seu relacionamento, Taylor convida Eli e Jade para um retiro de poliamor de fim de semana. Enquanto em um posto de gasolina, Eli usa cocaína e acidentalmente derrama o pó por todo o porta-malas, que ele tenta esconder. Depois de chegar ao retiro e descobrir que eles estão fazendo inspeções no porta-malas, Eli entra em pânico e vira o carro. Seu nariz começa a sangrar, o que leva Taylor a ir até o porta-malas onde ela encontra a cocaína. Eles voltam para a mansão e Taylor exige que Eli vá para a reabilitação, mas depois que ele se recusa, Taylor sai. Ela diz a Jade para ir com ela, mas Jade fica. |              | |                           |                                |                        |
| 8 | 8            | "Marriages Don't Break Up on Account of Murder – It's Just a Symptom That Something Else Is Wrong" "(Assassinatos Não Destroem Casamentos – São Apenas Um Sinal De Que Algo Não Está Bem)" | Lucy Liu                  | Alexa Junge                    | 3 de outubro de 2019   |
| Em 1963, Beth Ann e Sheila visitam o sobrinho de Sheila, um médico especializado em oncologia, para falar sobre que tipo de câncer ela deveria dizer que tem. Depois de pousar no hemangioendotelioma epitelioide, ela diz a Rob que tem seis meses de vida. April engana Beth Ann e a leva a uma clínica de aborto ilegal. Enquanto estava lá, Beth Ann fica preocupada com a segurança de April e conta a ela sobre a morte de sua filha Emily, e que April lembra Beth Ann dela. Convencida de que a morte de April devastaria Beth Ann, April concorda em sair sem fazer o procedimento. Beth Ann conta a Sheila o que aconteceu e considera levar o filho de April para criar, pois Rob adorava ser pai e Beth Ann não poderia ter mais filhos. Sheila castiga Beth Ann e corta os laços com ela. April invade o escritório de Rob e diz a Rob que está grávida, e Rob responde propondo a ela, dizendo que seu casamento terminará em seis meses. April liga para Beth Ann e conta a notícia, quando Beth Ann descobre o que aconteceu, ela desmaia no meio da rua. Em 1984, Simone e Tommy discutem suas férias na Europa e, como ele não pode pagar as coisas extravagantes que Simone tem em mente, ela sugere que ele venda o broche e encontre uma maneira mais criativa de mostrar a ela que se importa. Em um jantar, uma mulher se aproxima de Simone no banheiro, dizendo que ela é a esposa do médico de Karl e também enfermeira em seu consultório. Ela conta a Simone que Karl tem AIDS. Após a festa, Karl confirma seu diagnóstico. Simone decide cancelar sua viagem com Tommy para cuidar de Karl. Chateado, Tommy rouba uma garrafa de vinho de Simone e vai embora em seu carro, sofrendo um acidente. No hospital, Naomi descobre que Tommy fez uma tatuagem de Simone na perna. Em 2019, Taylor e Jade falam sobre o risco de Eli ter uma overdose de drogas novamente. Taylor pede a Jade para encontrar as senhas de Eli para que eles possam cortar o fluxo de caixa para sua conta bancária. Taylor explica que ele se torna extremamente generoso quando usa drogas. Taylor considera ligar para o pai de Eli, de quem ele não gosta, para descobrir o motivo pelo qual ele estava usando drogas novamente, mas Jade desiste da ideia. Eli compra um carro caro para Jade, e quando Taylor é notificada de que uma grande quantia de dinheiro foi retirada de sua conta bancária, ela vai para a mansão. Taylor suspeita de Jade e diz a ela para devolver o carro, mas Jade se recusa. Taylor acusa Jade de ser a razão pela qual Eli está usando drogas, mas Jade diz a ela para sair, então trabalha para colocar Eli contra Taylor, contando a ele sobre os planos de Taylor de ligar para seu pai e cortá-lo, e usando drogas para mantê-lo tranquilo. Taylor visita Duke na prisão e, em troca de salvá-lo, ela pede informações sobre Jade. Duke diz a Taylor que Jade não é quem ela diz ser. |              | |                           |                                |                        |
| 9 | 9            | "I Was Just Wondering What Makes Dames Like You So Deadly" "(O Que Faz Mulheres Como Você Serem Tão Mortais?)"                                                                             | Dawn Wilkinson            | Mary Elizabeth Hamilton        | 10 de outubro de 2019  |
| Em 1963, enquanto estava no médico com April, Beth Ann vê Mary, que estava visivelmente ferida. Beth Ann vai à casa de Mary para ver como ela está e questiona por que ela fica com Ralph. Mary admite que Ralph tem uma arma e ameaçou atirar nela se ela for embora. Após a conversa, Beth Ann decide deixar Rob e vai ao escritório dele para se despedir, mas ele não está lá. A secretária de Rob, Claire, então diz a ela que Rob a traiu com muitas mulheres, incluindo Claire. Claire admite que ela foi a razão pela qual a filha de Beth Ann, Emily, morreu; Claire foi até a casa deles para encontrar Rob, mas depois que Beth Ann e Emily chegaram cedo, Claire fugiu pela porta dos fundos e a deixou aberta, fazendo Emily vagar pela rua. Rob sabia a verdade e estava dando uma manipulada em Beth Ann. Beth Ann muda de ideia sobre deixar Rob e perdoa Claire com a condição de que a conversa fique entre elas. No caminho para casa, ela compra uma arma. Em 1984, Naomi espalha o boato de que Simone está molestando Tommy há anos e conta a todos que Karl é gay. Isso faz com que Simone e Karl sejam expulsos de seu clube de campo. Naomi aparece furiosamente na mansão e diz que vai fazer muito pior, pois sabe que Karl contraiu AIDS. Quando a notícia chega a Amy, ela insiste que Karl e Simone não devem ir ao casamento. Um dia, Simone e Karl descobrem que sua casa foi grafitada com insultos e o diagnóstico de Karl, atraindo uma multidão. Karl começa a ficar tonto e quase desmaia, Simone implora por ajuda, mas seus vizinhos estão relutantes em se aproximar dele devido à sua doença, e apenas o jardineiro está disposto a ajudar. No hospital, Simone vê Naomi e implora para ela deixar Karl fora de sua briga. Naomi não está satisfeita, dizendo que continuará seu discurso, mas Tommy a ouve e termina com raiva seu relacionamento com sua mãe. Uma Naomi enfurecida entra em seu carro e espera Simone sair do hospital, e quando ela sai, Naomi dirige em direção de Simone. Em 2019, Jade continua drogando Eli e explorando sua generosidade. O agente de Eli pede que ele venha para uma reunião com um diretor em potencial para seu filme, mas na verdade é um disfarce para uma reunião com Taylor. Ela conta a Eli a verdade sobre Jade: seu nome na verdade é Irene e ela seduziu e matou várias pessoas. Taylor quer que Eli despeje Jade e vá para a reabilitação, mas enquanto ele está desconfiado, ele sai e continua culpando Taylor. Depois que Jade pega Eli da reunião, ele questiona Jade sobre sua verdadeira identidade. Jade se distrai e bate o carro, ferindo Eli, depois foge do local. Jade vai atrás de Duke, que admite que contou tudo a Taylor, eles discutem violentamente e Jade esfaqueia Duke até a morte. Taylor visita Eli no hospital. Ele está inconsciente, mas a enfermeira disse que deixou um bilhete para ela com uma palavra: "reabilitação". |              | |                           |                                |                        |
| 10 | 10           | "Kill Me as if It Were the Last Time" "(Me Mate Como Se Fosse A Última Vez)" | David Warren              | Marc Cherry & Curtis Kheel     | 17 de outubro de 2019  |
| Em 1963, Beth Ann diz a Rob que ela comprou uma arma que ela manterá carregada na cozinha devido a arrombamentos no bairro, então inicia um esquema com Mary para fazer com que seus maridos se matem. Mary esconde seus pertences, então deixa um bilhete para Ralph dizendo que ela está tendo um caso com Rob e está indo embora para ficar com ele. Beth Ann embebeda Rob com álcool e o questiona sobre a morte de Emily, mas Rob continua negando seu papel na morte de sua filha, encorajando Beth Ann a continuar com seu esquema. April chega à mansão de repente, tendo descoberto a verdade sobre a identidade de Beth Ann. Ralph chega com sua arma logo depois e discute com Rob, provocando uma briga entre os dois. Na briga que se seguiu, Beth Ann remove as balas de sua arma antes de jogá-la para Rob, garantindo que ele seja morto a tiros por Ralph. Uma década depois, Simone conhece Beth Ann, que revela que Ralph foi executado pelo assassinato de Rob, e April se tornou uma cantora, com Beth Ann ajudando a criar ela e a filha de Rob, Elsie. As três se mudam juntas para Nova Iorque para que April possa aparecer na Broadway. Em 1984, Tommy salva Simone de sua mãe, resultando em Naomi sendo ferida. As notícias das ações de Naomi se espalham e ela é exilada por seus amigos da sociedade. Tommy se oferece para cancelar sua viagem à Europa para ficar com Simone enquanto ela cuida de Karl, mas Simone o incentiva a viajar e buscar novos relacionamentos. Seis meses depois, Simone é forçada a vender sua coleção de arte para pagar as contas médicas de Karl depois que eles perdem o seguro. Karl começa a roubar pílulas para dormir na tentativa de acabar com sua vida à medida que sua condição piora. Karl é descoberto e Simone descarta as pílulas, apesar de seus apelos de que ele não quer sofrer uma morte dolorosa. Ver uma vítima de AIDS piorar convence Simone a ajudar Karl a acabar com sua vida sem dor. Os dois compartilham uma dança final antes de Simone sacrificar seu marido. Décadas depois, Taylor e Eli conhecem Simone, que se tornou uma filantropa ativa na pesquisa da AIDS, enquanto Tommy revela ter se tornado um pintor de sucesso. Em 2019, Eli deixa o hospital, e Taylor e Eli concordam em vender a mansão e encerrar seu casamento aberto para que possam se concentrar em melhorar seu próprio relacionamento quando Eli retornar da reabilitação. De volta à mansão, eles se assustam com o retorno de Jade, que está desesperada por dinheiro. Recusando-se a ajudá-la, Jade aparentemente foge pela porta dos fundos e eles chamam a polícia. Quando a polícia chega é para informar que Duke foi assassinado. Taylor e Eli dizem à polícia que suspeitam que Jade seja a culpada e, temendo por suas vidas, correm para arrumar seus pertences e ficar em um hotel até que Jade seja presa. Jade emerge de um esconderijo e esfaqueia Eli antes de ser morta por Taylor em uma luta. Eli sobrevive, eles vendem a mansão para o casal Abby e Andrew e voltam para seu antigo condomínio com o cachorro de Jade, Teacup. Depois que Eli e Taylor saem, Abby descobre que Andrew a está traindo e atira nele. |              | |                           |                                |                        |

### 2.ª temporada (2021)
| N.º na série | N.º na temp. | Título                                                  | Dirigido por       | Escrito por             | Exibição original   |
| --- | ------------ | ------------------------------------------------------- | ------------------ | ----------------------- | ------------------- |
| 11 | 1            | "Secret Beyond the Door" "(O Segredo da Porta Fechada)" | David Warren       | Marc Cherry             | 3 de junho de 2021  |
| Aspirando status e glamour, Alma Fillcot espera preencher uma vaga no Garden Club, mas toda a preparação e trabalho árduo são prejudicados quando ela descobre um segredo chocante.  |              |                                                         |                    |                         |                     |
| 12 | 2            | "The Woman in the Window" "(Um Retrato de Mulher)"      | David Warren       | Joe Keenan              | 3 de junho de 2021  |
| Alma investiga a perturbadora coleção de "souvenirs" de Bertram. Rita suspeita de Scooter e fica ainda mais desconfiada com a chegada da filha de seu marido doente, Catherine.      |              |                                                         |                    |                         |                     |
| 13 | 3            | "Lady in the Lake" "(A Dama do Lago)"                   | Jennifer Getzinger | Joshua Michael Stern    | 10 de junho de 2021 |
| Alma e Bertram elaboram um plano para enterrar um inimigo em potencial. Dee convoca Vern quando ela suspeita que Scooter está mentindo. Rita tenta limpar a barra com Catherine.     |              |                                                         |                    |                         |                     |
| 14 | 4            | "Scene of the Crime" "(A Cena do Crime)"                | Eva Longoria       | Hannah Schneider        | 17 de junho de 2021 |
| Alma é informada de que o Garden Club fará uma visita surpresa. Ela convence Bertram a ajudá-la a se preparar. De coração partido, Dee busca conforto em Vern.                       |              |                                                         |                    |                         |                     |
| 15 | 5            | "They Made Me a Killer" "(Algemas do Destino)"          | Larry Shaw         | Mary Elizabeth Hamilton | 24 de junho de 2021 |
| Alma descobre o lado cruel de Rita, mas rapidamente percebe que pode usar a situação a seu favor. Bertram é tentado a retomar seu "hobby" e busca conselho com uma figura confiável. |              |                                                         |                    |                         |                     |
| 16 | 6            | "Dangerous Intruder" "(Uma Intrusa Perigosa)"           | Larry Shaw         | Stacey Harman           | 1 de julho de 2021  |
| Depois de persuadir Bertram a aliviar o sofrimento de Carlo, Alma consegue resolver um problema. Scooter entra no jogo de Rita para chantagear Catherine.                            |              |                                                         |                    |                         |                     |
| 17 | 7            | "The Woman in Question" "(A Mulher Falada)"             | Joanna Kerns       | Curtis Kheel            | 8 de julho de 2021  |
| Catherine questiona a inocência de Rita na morte de Carlo. Dee apresenta seus pais a Vern em um jantar com revelações chocantes.                                                     |              |                                                         |                    |                         |                     |
| 18 | 8            | "Murder, My Sweet" "(Até a Vista, Querida)"             | David Warren       | Austin Guzman           | 15 de julho de 2021 |
| Alma comemora finalmente a admissão no Garden Club. Isabel usa sua recente descoberta em próprio benefício. Dee começa a suspeitar do desaparecimento da Sra. Yost.                  |              |                                                         |                    |                         |                     |
| 19 | 9            | "The Unguarded Moment" "(Na Voragem de uma Paixão)"     | Melanie Mayron     | Joe Keenan              | 22 de julho de 2021 |
| Alma está confortável com a posição no Garden Club e decide se candidatar à presidência. Rita sai da prisão. Bertram fica mais cheio de culpa e deprimido. Vern busca a verdade.     |              |                                                         |                    |                         |                     |
| 20 | 10           | "The Lady Confesses" "(A Confissão)"                    | David Warren       | Joe Keenan              | 29 de julho de 2021 |
| A fim de proteger sua glória, notoriedade e nova vida glamorosa, Alma trama um esquema dramático e desesperado depois que a investigação de Vern leva a seus novos sogros.           |              |                                                         |                    |                         |                     |

## Produção

### Desenvolvimento
Em 24 de setembro de 2018, foi anunciado que a CBS All Access havia dado à produção um pedido direto para a série. A série foi criada por Marc Cherry, que também deveria ser produtor executivo ao lado de Brian Grazer, Francie Calfo, Michael Hanel e Mindy Schultheis. As empresas de produção envolvidas com a série deveriam consistir em Imagine Entertainment e CBS Television Studios. Em 10 de dezembro de 2018, foi relatado que a série receberia US$ 8,4 milhões em créditos fiscais do estado da Califórnia.
Cherry afirmou na Television Critics Association de 2019 que haverá "três mortes no final da série, e todas serão cometidas por mulheres. Mas não são necessariamente as três mulheres neste palco. As vítimas não são necessariamente os homens neste palco, e interessante o suficiente, nenhuma pessoa será morta por causa da infidelidade. A infidelidade é apenas o ponto de partida para essas jornadas de autodescoberta."
Em 16 de outubro de 2019, um dia antes do final da primeira temporada, foi anunciado que a série foi renovada para uma segunda temporada que se concentraria em um novo conjunto de personagens. Julie McNamara, vice-presidente executiva de conteúdo original da CBS All Access, afirmou que "sob a direção criativa de Marc Cherry e as incríveis performances do elenco, a série se tornou uma de nossas séries originais mais transmitidas. Estamos ansiosos para trazer aos fãs ainda mais dessa comédia dramática maravilhosa em sua segunda temporada e mal podemos esperar. para ver quais temas Marc explora a seguir."
Em 11 de novembro de 2020, foi relatado que a segunda temporada havia sido suspensa após testes positivos de COVID-19 dos membros da equipe de produção. Em 15 de dezembro de 2021, a Paramount+ renovou a série para uma terceira temporada.

### Escolha do elenco
Em fevereiro de 2019, foi anunciado que Ginnifer Goodwin e Lucy Liu haviam sido escaladas para os papéis principais. Em 27 de fevereiro de 2019, foi relatado que Reid Scott havia se juntado ao elenco. Em 4 de março de 2019, foi anunciado que Sam Jaeger havia se juntado ao elenco. Em 7 de março de 2019, foi anunciado que Alexandra Daddario havia se juntado ao elenco. Em 11 de março de 2019, Kirby Howell-Baptiste foi escalada. Em 19 de março de 2019, Sadie Calvano se juntou ao elenco como regular da série. Em 5 de abril de 2019, Katie Finneran foi escalada para um papel recorrente. Em 17 de abril de 2019, Adam Ferrara se juntou ao elenco recorrente. Em 7 de agosto de 2019, Li Jun Li foi escalada para um papel recorrente. Em outubro de 2020, Allison Tolman, Nick Frost, Lana Parrilla, B.K. Cannon, Jordane Christie, Matthew Daddario e Veronica Falcón foram escalados para estrelar a segunda temporada. Em novembro de 2020, Virginia Williams, Jessica Phillips, Eileen Galindo, Cynthia Quiles e Kerry O'Malley se juntaram ao elenco em papéis recorrentes para a segunda temporada. Em 14 de abril de 2021, Rachel Bay Jones foi escalada para um papel recorrente na segunda temporada.

## Lançamento
Why Women Kill estreou em 15 de agosto de 2019 e sua primeira temporada consistiu em 10 episódios no CBS All Access. A segunda temporada estreou em 3 de junho de 2021 na Paramount+ e consiste em 10 episódios.

## Recepção
No site de agregação de resenhas Rotten Tomatoes, a primeira temporada tem um índice de aprovação de 67% com base em 27 críticas, com uma classificação média de 7,6/10. O consenso crítico do site diz: "Embora Why Women Kill fique aquém de sua ambiciosa premissa, os fãs de Marc Cherry e seu elenco impressionante vão encontrar muito o que gostar em suas delícias cheias de melodrama e estilo". No Metacritic, tem uma pontuação média ponderada de 63 de 100, com base em 16 avaliações, indicando "críticas geralmente favoráveis".
Enquanto a estética da série recebeu elogios, os críticos descobriram que Why Women Kill carecia de desenvolvimento de personagens. Robyn Bahr, do The Hollywood Reporter, escreveu: "Devemos nos maravilhar com as mudanças nos papéis das mulheres ao longo do tempo, mas é difícil chegar lá, intelectualmente, quando nenhuma das três protagonistas aparenta ter uma aparência de uma pessoa real. Em vez disso, Why Women Kill surge como uma fantasia desajeitada da vida emocional das mulheres, onde a ameaça de infidelidade pode ser o único combustível da infelicidade conjugal." A crítica da Vulture, Angelica Jade Bastién, concordou com o foco na estética mais do que no enredo, afirmando: "Why Women Kill é semelhante a um coquetel de artesanato excessivamente complicado, ostentando um brilho intrigante, principalmente na forma do desempenho de Goodwin, mas sem equilíbrio em seus sabores concorrentes. Está cheio de decisões tonais e narrativas desconcertantes que minam o que funciona sobre o show—um punhado de performances, o design de produção exagerado, quase camp, o figurino—e reduz seu potencial dramático com um humor amplo e quase pastelão que nos distancia dos personagens ao invés de iluminar quem eles são."
No entanto, Greg Wheeler do The Review Geek mudou sua visão à medida que a série progrediu, e deu este resumo favorável: "Why Women Kill é um daqueles programas que são prejudicados pelas primeiras críticas. Eu já disse muitas vezes antes que uma avaliação de revisão de temporada completa deveria ser reservada apenas para isso – uma temporada completa. Quando se trata desse drama maravilhoso, este é um exemplo perfeito contra julgar um programa pelos primeiros episódios. O que começou como um trio artístico de histórias dançando em torno de uma ideia singular, rapidamente se transformou em um dos melhores espetáculos do ano. Entre a escrita forte e segmentos bem ritmados, até os diferentes temas e ideias explorados em cada episódio, Why Women Kill pode ser apenas um dos meus programas favoritos do ano, equilibrando as justaposições artísticas e a edição inteligente com o final perfeito para equilibrar as coisas fora."
No Rotten Tomatoes, a segunda temporada tem um índice de aprovação de 83% com base em 6 avaliações, com uma classificação média de 7,33/10.